# Autentika

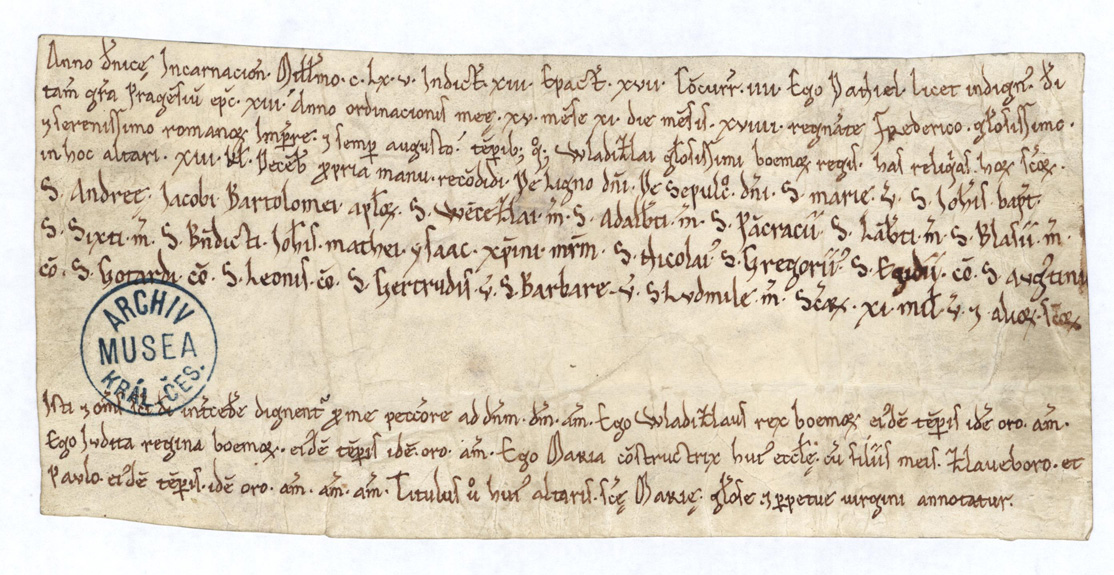
Autentika vydaná pražským biskupem Danielem I. roku 1165

Autentika je listina vydaná církví, kterou se ověřuje pravost určité relikvie. Může se ale jednat i o kovovou destičku, do níž je text vyryt – například autentika v podobě olověné destičky byla vložena do relikviáře sv. Maura.

## Příklady

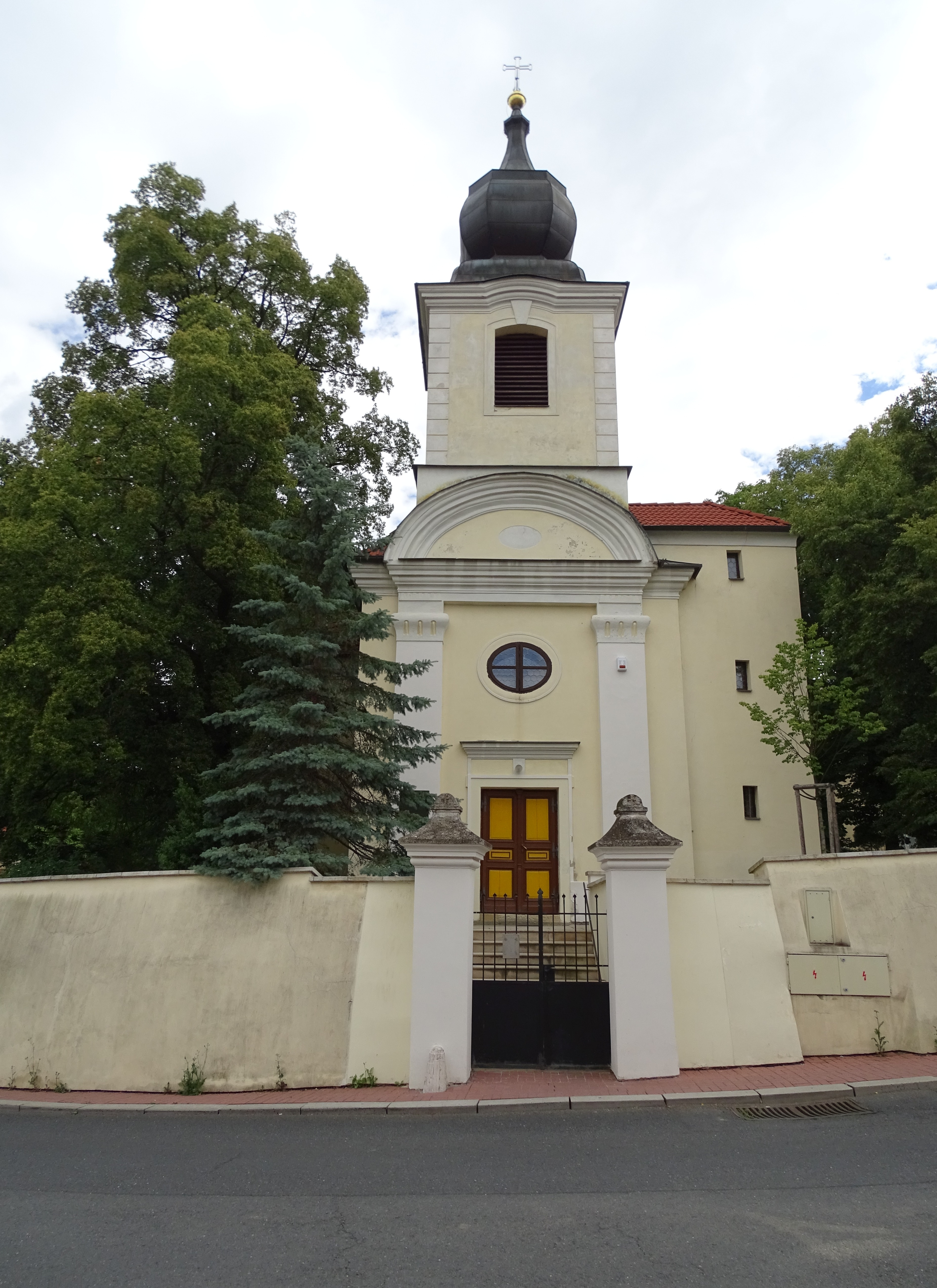
Kostel sv. Petra a Pavla ve Starých Bohnicích

- Autentika - kostel sv. Petra a Pavla ve Starých Bohnicích

V roce 2018 oslavily Bohnice (Praha 8) celých 860 let od první písemné zmínky, kterou je zakládací listina kostela tohoto kostela. Listina se dochovala v originále, byla prohlášena za kulturní památku a je uložena v Archivu hlavního města Prahy. Autentika je unikát, který si zachovalo velmi málo kostelů.